# Lampersdorf (Klipphausen)

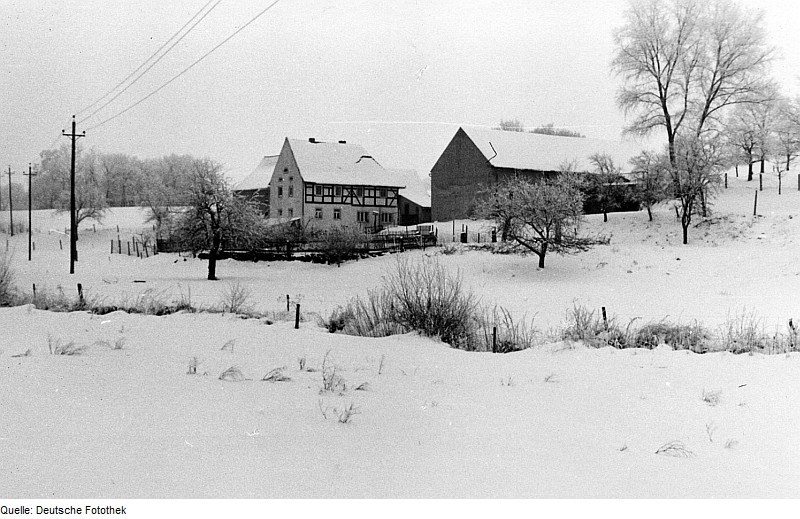
Ehemalige Obermühle Lampersdorf, 1983

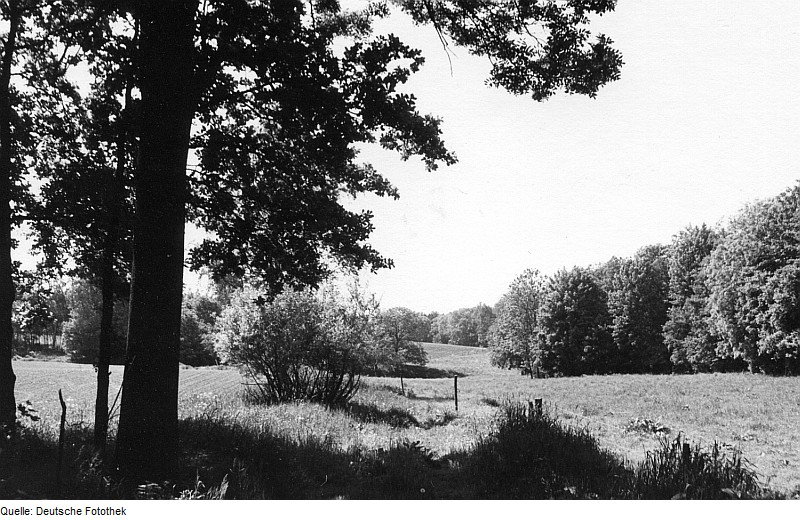
Tal der Kleinen Triebisch unterhalb von Lampersdorf, 1982

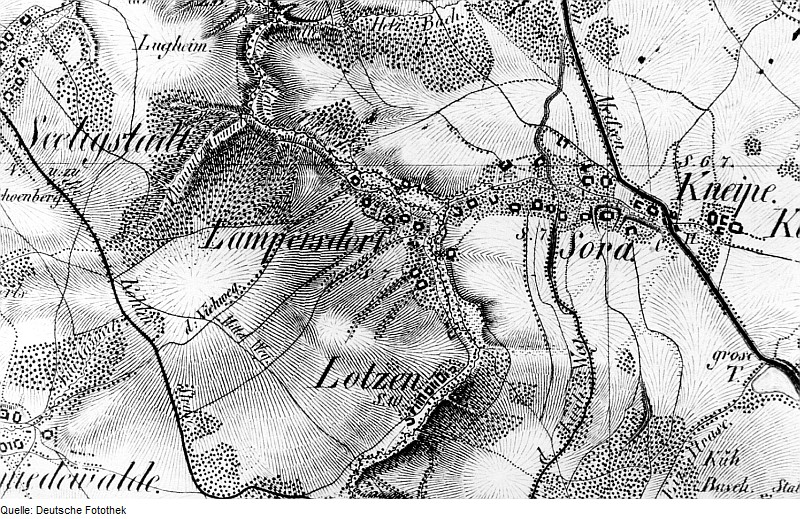
Lampersdorf und seine Nachbarorte auf einer Karte aus dem 19. Jahrhundert

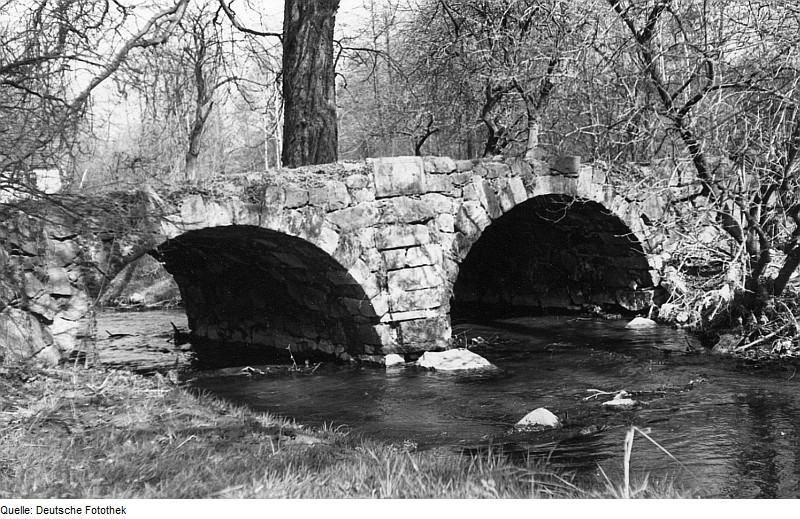
Denkmalgeschützte Doppelbogenbrücke nahe dem früheren Standort der Kirstenmühle, Zustand 1980

Lampersdorf ist ein Ortsteil der Ortschaft Klipphausen in der gleichnamigen Gemeinde im Landkreis Meißen, Sachsen.

## Geographie
Lampersdorf liegt im als Wilsdruffer Land bezeichneten Teil des Meißner Hochlands. Das Dorf ist umgeben von den anderen zu Klipphausen gehörenden Ortsteilen Sora im Osten und Lotzen im Süden. Nördlich und westlich benachbart liegen in etwas größerer Entfernung weitere Ortsteile der Gemeinde Klipphausen, darunter Taubenheim, Seeligstadt, Burkhardswalde und Schmiedewalde.
Landwirtschaftlich genutzte Hochflächen umgeben das Dorf, in westlicher Richtung steigt das Gelände zur Baeyerhöhe hin an. Nach dieser Erhebung ist auch die Straße „Baeyerhöhe“ benannt, die den an der Westseite des Tals der Kleinen Triebisch gelegenen Ortskern des einseitigen Waldhufendorfs erschließt.

## Geschichte
Erstmals erwähnt wurde der Ort 1334 als „Lamprechtsdorf“. Namensgeber ist ein Lokator namens Lamprecht, möglicherweise der 1227 erwähnte bischöflich-meißnische Ministeriale Lambert von Wurgwitz. Bereits 1428 war der Ortsname zu „Lampirsdorff“ verkürzt. In der heutigen Schreibweise taucht er erstmals 1547 in einer Urkunde auf. Zur Unterscheidung eines gleichnamigen Ortes bei Oschatz trug Lampersdorf 1875 den Zusatz „bei Wilsdruff“.
Um das Dorf, dessen Bewohner sich ihr Einkommen in der Landwirtschaft verdienten, erstreckte sich eine 299 Hektar große Waldhufenflur. Auch zwei Mühlen waren in Betrieb, die nicht erhaltene Kirstenmühle und die Obermühle, aus der ein Reiterhof hervorging. Sie und weitere Gebäude im Ort sind als Kulturdenkmal geschützt (siehe Liste der Kulturdenkmale in Lampersdorf). Die Grundherrschaft übten die jeweiligen Besitzer des Ritterguts im nahen Limbach aus, die Verwaltung oblag jahrhundertelang dem Erbamt Meißen. Eingepfarrt ist Lampersdorf seit jeher ins benachbarte Sora. Im Jahre 1856 war es zum Gerichtsamt Wilsdruff gehörig und kam danach zur Amtshauptmannschaft Meißen, aus der der gleichnamige Landkreis hervorging. Seine Eigenständigkeit verlor Lampersdorf am 1. Januar 1950 durch seine Eingemeindung nach Sora, das am 1. März 1974 seinerseits nach Klipphausen eingemeindet wurde.

### Einwohnerentwicklung
| Jahr | Einwohner                      |
| ---- | ------------------------------ |
| 1551 | 11 besessene Mann, 13 Inwohner |
| 1764 | 10 besessene Mann, 1 Häusler   |
| 1834 | 125                            |
| 1871 | 150                            |
| 1890 | 134                            |
| 1910 | 107                            |
| 1925 | 129                            |
| 1939 | 116                            |
| 1946 | 180                            |
| 1950 | siehe Sora                     |